# Anton Aškerc
Anton Aškerc (Ducado de Estiria, Imperio austríaco; 9 de enero de 1856-Liubliana, Imperio austrohúngaro; 10 de junio de 1912) fue un poeta esloveno y sacerdote católico, conocido por sus poemas épicos. 

## Biografía
Anton Aškerc nació en el seno de una familia campesina cerca del poblado de Rimske Toplice en el Ducado de Estiria, entonces parte del Imperio austríaco (en la actual Eslovenia). Se desconoce exactamente el lugar de su nacimiento dado que su familia estaba mudándose al momento de su nacimiento. Tras haber terminado sus estudios secundarios en Celje entró al seminario teológico católico en Maribor. Fue ordenado sacerdote en 1880. Ese mismo año publicó su primer poema titulado Trije popotniki (Los tres viajeros) en la revista literaria progresiva Ljubljanski zvon. Otros poemas fueron publicados en esta misma revista bajo el seudónimo de Gorázd a partir de 1881, sin embargo usó su nombre real en su primera colección de poesía, Balade in romance (Baladas y romances), publicado en 1890. La colección tuvo una cálida recepción por el público y la crítica; sin embargo, fue criticado por activistas políticos católicos como el obispo Anton Mahnič, quienes desaprobaban las ideas nacionales progresistas sociales y librepensadoras de Aškerc. Justo después fue designado archivista en jefe de los Archivos de la Ciudad de Liubliana por el alcalde liberal de Liubliana, Ivan Hribar, cargo que ocupó hasta su muerte.
A pesar de los amargos últimos años de su vida Aškerc vivió con un temor profundo de llegar a perder su trabajo si el Partido Popular Esloveno, partido conservador, llegase a ganar las elecciones municipales, cosa que no sucedió. A su funeral en Liubliana fue una muchedumbre entre los que se encontraban varios de sus antiguos adversarios.